# フォーカス・アジア
フォーカス・アジアは、ニュースサイト「FOCUS-ASIA.COM」を運営する日本の企業である。中国に関する情報を中心に提供している。代表取締役は伊藤英樹、上席顧問として蔣豊（日本新華僑通信社編集長・人民日報海外版日本月刊編集長）が務める。旧社名、「新華通信ネットジャパン」、「毎日中国経済」。